# Styrkeløft
Styrkeløft (på engelsk: powerlifting) er en styrkesport, hvor man konkurrerer i tre discipliner: squat, bænkpres og dødløft. Sporten minder om vægtløftning, da den involverer at man skal løfte en så tungt vægt som muligt i 3 forsøg i hver øvelse. Dette udgør en total eller en såkaldt 3-kamp, hvori man regner det samlede antal kg sammen.
Der findes også bænkpres enkeltløft, hvor man kun udfører disciplinen bænkpres..
I Danmark er styrkeløft-sporten organiseret under Dansk Styrkeløft Forbund og medlem af Anti Doping Danmark.
EM og VM arrangeres af henholdsvis EPF (European Powerlifting Federation) og IPF (International Powerlifting Federation).
Man kan finde de danske rekorder på Dansk Styrkeløfts Forbunds hjemmeside.
Når man træner for at blive stærkere i squat, bænkpres og dødløft, er det typisk indenfor en noget lavere repetitions ramme, end man ser det i almindelig styrketræning og bodybuilding. Man træner typisk med lave gentagelser omkring 1-5.

## Vægtklasser og alderskategorier
I styrkeløft konkurrerer deltagerne indenfor sin vægt- og aldersklasse. Vægtklasserne blev ændret i 2021.

### Alderskategorier
- Sub-junior (også kaldt Ungdom) - Fra den dag du fylder 14 år
- Junior - Fra det år du fylder 19 år
- Senior - Fra det år du fylder 24 år
- Masters 1 - Fra det år du fylder 40 år
- Masters 2 - Fra det år du fylder 50 år
- Masters 3 - Fra det år du fylder 60 år
- Masters 4 - Fra det år du fylder 70 år

### Vægtklasser gældende fra 01.01.2021
Herrer -53 kg (kun for sub-junior og junior), -59 kg, -66 kg, -74 kg, -83 kg, -93 kg, -105 kg, -120 kg, +120 kg
Kvinder -43 kg (kun for sub-junior og junior), -47 kg, -52 kg, -57 kg, -63 kg, -69 kg, -76 kg, -84 kg, +84 kg

## Ligheden mellem styrkeløft og vægtløftning
Styrkeløft og vægtløftning bliver ofte forvekslet, men faktisk stopper ligheden imellem disse to idrætter ved, at udøverne skal løfte en stang med så meget vægt som muligt i tre forsøg. Vægtløftning består af de mere sammensatte øvelser træk og stød, mens styrkeløft altså består af øvelserne squat, bænkpres og dødløft. Vægtløftning er meget tekniske øvelser, hvor styrkeløft er øvelser mere baseret på styrke - for at blive rigtig dygtig styrkeløfter skal du naturligvis også mestre flot teknik i disse løft.
Vægtløftning er tilmed på det olympiske program, hvilket styrkeløft ikke har været endnu.